# Nassarius tadjallii
Nassarius tadjallii is een slakkensoort uit de familie van de fuikhorens (Nassariidae). De wetenschappelijke naam van de soort werd in 2007 voor het eerst geldig gepubliceerd door Robert Moolenbeek.